# Jehličná
Jehličná (németül: Grasset) Královské Poříčí településrésze Csehországban a Karlovy Vary-i kerület Sokolovi járásában. A község központjától 1,5 km-re északkeletre fekszik. A 2001-es népszámlálási adatok szerint sem lakott háza sem lakosa nincs.